# Sinopoda soong
Sinopoda soong – gatunek pająka z rodziny spachaczowatych i podrodziny Heteropodinae.

## Taksonomia
Gatunek ten opisany został po raz pierwszy w 2012 roku przez Petera Jägera na łamach „Zootaxa”. Jako miejsce typowe wskazano Tham Pha Yot na północ od Thakek w laotańskiej prowincji Khammouan. Epitet gatunkowy oznacza po laotańsku „dwa” i odnosi się do liczby zachowanych soczewek oczu u tego pająka.

## Morfologia
Jedyny zmierzony okaz jest samicą o ciele długości 15,1 mm przy prosomie długości 5,9 mm i szerokości 4,8 mm oraz opistosomie (odwłoku) długości 9,2 mm i szerokości 5,9 mm. U okazu przechowywanego w alkoholu karapaks jest żółtawobrązowy ze słabo przyciemnionymi jamką i promieniście się rozchodzącymi liniami, szczękoczułki, warga dolna i szczęki są rudobrązowe, natomiast opistosoma (odwłok) bladoszarobrązowa. Oczy zachowane są jedynie w formie dwóch niepigmentowanych soczewek. Nogogłaszczki samicy mają pazurki wyposażone w od 9 do 11 ząbków. Genitalia samicy mają tak szerokie jak długie pole epigynalne z dwoma bardzo krótkimi pasmami przednimi i pojedynczym sensillum szczeliniastym położonym po lewej stronie. Kształt epigyne w widoku brzusznym jest kwadratowy. W widoku przednim kieszonki epigynalne tworzą dwa półokręgi. Wyrostki gruczołowe są krótkie. Długie, wąsko-blaszkowate przewody zapładniające umieszczone są przednio-bocznie.

## Rozprzestrzenienie
Pająk orientalny, endemiczny dla Laosu, znany tylko z jaskiń Tham Pha Yot i Tham Koun Don na terenie prowincji Khammouan.